# 沃尔斯多夫 (贝恩堡)
沃尔斯多夫（德語：Wohlsdorf）是德国萨克森-安哈尔特州萨尔茨兰县贝恩堡市的一个城区。